# Rhôneviner
Rhôneviner är viner från områdena runt floden Rhône. Även runt den schweiziska delen av Rhône odlas vin, men oftast avses med Rhôneviner de viner som odlas runt den franska delen av floden, från staden Vienne i norr ner till staden Avignon i söder. Detta område sammanfaller med appellationen Côtes du Rhône. Området brukar delas in i norra och södra Rhône på grund av den stora skillnaden i klimat, jordmån och druvsorter mellan delarna. I Côtes du Rhône är 21 olika druvor tillåtna, både blå och gröna. Produktionen består till ca 95 procent av röda viner.

## Historia
Möjligen har fenicierna odlat vin här redan 500 år f.Kr. Annars var det Julius Caesars legionärer som planterade vin här på 40- och 50-talen före Kristus. Under 1800-talet kom de främsta vinerna i världen från Rhônedalen (Hermitage) och kunde ibland blandas i Bordeauxviner för att höja kvaliteten på dessa. Priserna är numera oftast lägre än i det upphaussade Bordeaux men är på väg uppåt, bland annat beroende på vinkritikern Robert Parkers ökade intresse för Rhone.

## Norra Rhône
Till den norra delen av Rhônedalen (Septentrionale på franska) räknas området mellan staden Lyon i norr till staden Montélimar längre söderut. Området skiljer sig från södra Rhônedalen främst på grund av det bördigare klimatet. Det regnar mer här och istället för Provences ördoftande ris och dess olivlundar samsas här vinstockarna med persiko- och nötträd.
Här dominerar kraftiga röda viner på druvan Syrah (alias Shiraz) som har sin hemort här. Vinerna är lätta att känna igen på den kryddigt peppriga doften med drag av charkuterier och mörka bär. Smaken är fruktig och sträv med en söt ton från solmogna druvor. Vinerna är tanninrika och kan lagras i decennier. De vita druvor som används är Marsanne, Roussanne och Viognier (den sistnämnda i Condrieu och till viss del i Côte-Rôtie).
De bästa områdena i norra Rhône anses vara Hermitage, Condrieu och Côte-Rôtie. 
Norra Rhônedalens rötter som vinregion är troligen romerska eller ännu äldre. Fram till 1800-talet såldes här vin på krukor om 76 liter. Äldst vindistrikt i regionen är Côte-Rôtie och Hermitage.
Klimat. Årlig nederbörd: 840 mm. Nederbörd i skördemånaden september: 130 mm

## Cru-appellationer i norra Rhône
Côte-Rôtie ("den rostade sluttningen") har på senare tid nått världsrykte och anses vara en av de främsta regionerna i Rhônedalen. Vinerna kännetecknas som bäst av en stor rondör, fruktig finess, sydlig värma och närhet till ett rött bourgognevin (i kontrast till Hermitages starka koncentration, se nedan).
De ursprungliga odlingarna ligger koncentrerade på två sluttningar norr om byn Ampuis. Den ena sluttningen, Côte Blonde, ligger på en utlöpare vänd mot söder precis söder om byn. Den andra norr om denna med ett sydvästläge. Côte Blonde ingår i det större centralmassivet och har mer granit som ibland går i dagen i sin mjuka ytjord. Det här ger mjukare, mer insmickrande och tidigt utvecklade viner än de från Côte Brune där skiffer och tyngre lera också ger tyngre viner. Många handlare blandar vinerna från de två sluttningarna för att skapa en enhetlig Côte-Rôtie-stil.
Odlarna har tillåtelse att blanda in tjugo procent Viognier i vinet, men eftersom druvan ger en oerhört låg avkastning innehåller Côte-Rôtie-viner oftast mycket mindre Viognier än så.
Kuriosa: Côte Brune och Côte Blonde sägs ha fått sina namn från greve Maugirons två döttrar, en brunett och en blondin. 
Condrieu och Château-Grillet
Condrieu och Château-Grillet gör främst vita viner på Viognier som ger gyllengula viner med aromatisk blommig doft. Vinerna har låg syrahalt och bör inte lagras. En gång i tiden var Condrieu ett sött och tämligen okänt vitt vin. Viognier är en svårodlad druva och sluttningarna direkt ovanför samhället Condrieu är svårtillgängliga, därför höll appellationen tidigare på att försvinna. På 1960-talet var det endast 12 hektar som kallades Condrieu. Viognier och kanske främst Condrieus charm hos den internationella fanklubb som växt fram har dock vänt trenden.
Topproducenterna gör idag klassiskt väldoftande nästan exklusivt torr Condrieu. Några yngre välrenommerade producenter (Yves Cuilleron, Yves Gangloff, Pierre Gaillard och François Villard) experimenterar med sent skördade ädelröteangripna och ekade viner.
Saint-Joseph gör röda viner på Syrah med en tillåten inblandning av 10 procent Rousanne och Marsanne. St-Joseph är ett aktat varunamn vilket dock har tänjts ut till bristningsgränsen. Till en början infattade området endast 6 kommuner på Herminatges motstående sida av floden. 1969 tilläts appellationen att expandera till att täcka hela området på den västra sidan av floden upp till Condrieu 60 km norrut och därmed totalt 26 kommuner. Arealen växte från 100 till nästan 1 000 hektar.
Ett Saint-Joseph-vin är som bäst ett snabbmognande norra Rhône-rött utan att tappa sin Syrahkaraktär. De bästa vinerna anses komma från de ursprungliga kommunerna Glun, Mauves, Tournon, St-Jean-de-Muzols, Lemps och Vion. Kända vinmakare i Saint-Joseph med gott rykte är Jean-Louis Chave, Stéphane Montez, Chapoutier och Jean Gonon. De mindre kända och mindre vanliga vita vinerna på Hermitagedruvorna Marsanne och Roussanne anses ibland vara bättre än de röda och bland det bästa vita från Rhônedalen.
Hermitages sluttningar ligger på en mäktig kulle på västra flodstranden och vetter rakt söderut, väl skyddade från de kalla nordanvindarna. Detta gör Hermitage unikt i hela Rhôneområdet. Hermitage har nästan det ospritade portvinets karaktär och brukar beskrivas med adjektivet "manliga" i kontrast till Côte-Rôties "kvinnliga" viner. De röda tanninstinna hermitagevinerna är djupa i färgen, med mycket frukt, parfym och strävhet. Vinerna måste lagras och utvecklar då en nästan överväldigande doft och smak.
Hermitage omfattar endast 130 hektar och utökningsmöjligheterna är strikt begränsade av uråldriga dekret. Den delikata koncentrationen gör den till norra Rhônedalens främsta exponent och Hermitage har länge hyllats som ett av Frankrikes mest utsökta viner. Till skillnad från Condrieu och Côte-Rôtie har Hermitage alltid varit på modet. Uppgifter finns från så sent som mitten av 1700-talet att bordeauxproducenterna lät skeppa hem Hermitageviner för att bättra på sina egna.
Crozes-Hermitage är Hermitages "kronprins". Crozes är en by norr om Hermitagekullen och området omfattar 100 hektar vingårdar. Vinerna här brukar delas in i två huvudstilar. Den ena full av ungdomlig svartvinbärighet som dricks tidigt och den andra mer seriösa som nästan kommer upp i Hermitages tyngd och kan lagras i upp till 10 år. I Crozes-Hermitages odlingar utgörs till en fjärdedel av vitt vin på i huvudsak Marsanne- men också Roussannedruvor. De vita vinerna är gyllene och torra. De är aromatiska med en delikat ibland nötig smak. De kan också med fördel lagras i minst 10 år.
Cornas amfiteaterliknande sluttningar mot öster och skyddade lägre från floden gör att dess syrahviner mognar tidigt och ger fylliga viner. Cornas är Hermitages envisa "kusin från landet". Här sker just nu en föryngring bland odlarna vilket glädjer många vinkännare. De mest kända producenterna är Jean-Luc Colombo och Aguste Clape.
Saint-Peray är känt för sitt mäktiga, gyllene, mousserande vin på druvorna Marsanne och Roussanne, men det förekommer även icke mousserande viner härifrån.

## Södra Rhone
På grund av det mildare medelhavsklimatet i området är karaktären på vinerna helt annorlunda jämfört med den norra delen av Rhône. I söder dominerar druvan Grenache som ger örtkryddiga, mjuka och eldiga viner. Andra vanliga druvor i rödviner från Södra Rhône är den mjuka fruktiga Cinsault och den djupröda Carignan. Gröna druvor i området är Grenache Blanc, Picpoul, Clairette och Bourboulenc. Appellationen Côtes du Rhône-villages har högre krav än den övergripande AC Côtes du Rhône och har därför oftast högre kvalitet.
Kvalitetsdistriktet framför andra i södra Rhône är Châteauneuf-du-Pape.
Till skillnad från till exempel bordeauxviner, där de olika druvsorterna blandas efter jäsningen, jäser de olika druvorna tillsammans i Södra Rhône.

## Appellationshierarki
Räknat nerifrån i kvalitet, finns följande hierarkiska indelning:
- Côtes-du-Rhône är den övergripande appellationen med minst krav.

- Côtes-du-Rhône-Villages utan kommunnamnet tillagt på etiketten. Totalt 95 kommuner i Drôme, Gard och Vaucluse.

- Côtes-du-Rhône-Villages med kommunnamnet tillagt på etiketten. 16 kommuner i departementen Drôme, Gard och Vaucluse.

- cru-viner där Côtes-du-Rhône inte nämns på etiketten. Istället används cru-appellationens namn. De är i norr: Côte-Rôtie, Condrieu, Château Grillet, Saint-Joseph, Crozes-Hermitage, Hermitage, Cornas och St-Péray. I söder: Châteauneuf-du-Pape, Gigondas, Vacqueyras, Lirac och Tavel.